# María Jesús Fernández Ruiz
María Jesús Fernández Ruiz (Zaragoza, 22 de agosto de 1960) es una científica de datos española. Trabaja en el Ayuntamiento de Zaragoza, donde ha llevado a cabo el desarrollo, la dirección y la  gestión de la Sede Electrónica, desde su inicio en 1994, así como de la Plataforma de Gobierno Abierto, desde 2012.

## Trayectoria
Estudió Filosofía y Letras, en la rama de Geografía en la Universidad de Zaragoza (UNIZAR), donde se licenció en 1984. Dos años después de acabar sus estudios, en 1986, creó el Centro de Documentación del Área de Acción Social y Salud Pública. En 1994, se convirtió en la responsable de la Oficina de Gestión de la Sede Electrónica del Ayuntamiento de Zaragoza. En este puesto, implementó el Sistema de Gestión de Calidad de la Asociación Española de Normalización y Certificación (AENOR) en 2007.
En 2010, gestionaba dos plataformas relacionadas con incentivar a la ciudadanía a reutilizar los datos publicados con el fin de fomentar la transparencia en la institución. Ha desarrollado proyectos relacionados con la participación ciudadana, administración de datos electrónicos y espaciales y la infraestructura de estos. En 2012, puso en marcha el proyecto del portal de transparencia. Con esta trayectoria, desde 2016, preside la Cátedra Territorio, Sociedad y Visualización Geográfica de la Universidad de Zaragoza.
En 2020, Fernández formó parte de la primera jornada de talleres formativos donde se conmemoraron los 25 años de la web municipal en Zaragoza, que se celebró en Etopia Centro de Arte y Tecnología de Zaragoza.
Ha trabajado en el desarrollos de diversos proyectos en la Unión Europea.

## Premios
En 2011 obtuvo el 1º premio al proyecto presentado por el Ayuntamiento de Zaragoza, sobre "Política de Protección de Datos de carácter personal en la Web del Ayuntamiento de Zaragoza". Concedido por la Agencia de Protección de Datos de la Comunidad de Madrid, en la VI Edición del Premio a las Mejores Prácticas de Administraciones Públicas en materia de Protección de Datos. En 2014 ganó el premio al mejor proyecto en Participación Ciudadana y Gobiernos Abiertos en Administración pública, este reconocimiento lo hizo el IV Congreso nacional de Interoperabilidad y Seguridad (CNIS). En este mismo año es premiada con el Open Knowledge a la mejor iniciativa pública de datos abiertos con implicación de la ciudadanía.
En 2015 ganó el 3º premio Mejor Póster a “Visualización de Información social y demográfica a través de IDEZAr. Ayuntamiento de Zaragoza” Otorgado por el Instituto Universitario en Ciencias Ambientales de Aragón.

## Obra destacada
- 2015 - Visualización y análisis de información sociodemográfica a través de los servicios IDEZar del Ayuntamiento de Zaragoza”. XXIV Congreso de la Asociación de Geógrafos Españoles. Análisis espacial y representación geográfica: innovación y Aplicación. Zaragoza. ISBN: 978-84-92522-95-8.[7]
- 2014 - Análisis del consumo de información en un sitio web de la Administración Pública: la sede electrónica del Ayuntamiento de Zaragoza. Estudios de Información, Documentación y Archivos. Homenaje a la profesora Pilar Gay Molins. Prensas de la Universidad de Zaragoza. Zaragoza. ISBN: 978-84-16028-86-3.
- 2010 - Proximidad, nuevas tecnologías y participación ciudadana en el ámbito local. Edición Trea. Gijón.  ISBN: 978-84-9704-540-7.[8]